# Balajú (película)
Balajú es una película musical mexicana de 1944 escrita y dirigida por Rolando Aguilar y protagonizada por María Antonieta Pons y David Silva. El libreto de la película es una adaptación de Ernesto Cortázar.

## Argumento
En Santa María del Mar, pueblo costeño, la ambiciosa Margarita (María Antonieta Pons) no quiere casarse aún con su novio, el pescador Benito (David Silva). Llega un forastero, Evaristo (Mario Tenorio), que pretende emplear a los nativos en la riesgosa caza de caimanes, pero se oponen a ello tanto el patriarca Don Aurelio (Eduardo Arozamena) como Alma Grande (Max Langler), jefe de los negros del lugar. Evaristo seduce con joyas y un huipil a la casada Lola (Katy Jurado) y también da ropa a Margarita, con quién coquetea en una fiesta. Con la condición de que Evaristo no se acerque a Margarita, Benito ofrece al forastero cazar caimanes con su amigo Mingo (Pedro Galindo). Vuelve al pueblo Felipe (Gilberto González), que ha estado fuera del pueblo ganando dinero para su esposa Lola. Se supone en falso que Margarita se ha entregado a Evaristo. Felipe ve a Lola abrazada con el forastero. Todo el pueblo agrede a Margarita, y una solterona le reprocha el hecho de llevar aretes, que solo usan las señoritas. Margarita va a bailar al balajú de los negros. Después de pelear con Benito, Evaristo va a irse a Tecomán, pero Felipe lo mata. Al confesar Felipe su crimen, Margarita queda exculpada y se casa con Benito.

## Reparto
- María Antonieta Pons ... Margarita
- David Silva ... Benito
- Katy Jurado ... Lola
- Mario Tenorio ... Evaristo
- Pedro Galindo ... Mingo
- Mimí Derba ... Doña Lupe
- Armando Soto La Marina "El Chicote" ... Refugio
- Gilberto González ... Felipe
- Eduardo Arozamena ... Don Aurelio
- Max Langler ... Alma Grande
- Kiko Mendive

## Comentarios
Melodrama tropical con canciones y con la rumbera cubana María Antonieta Pons en el papel principal.